# 羅爾巴赫河 (費爾希巴赫河支流)
49°04′21″N 11°02′11″E / 49.072474°N 11.036367°E
羅爾巴赫河是德國的河流，位於該國東南部，由巴伐利亞負責管轄，屬於費爾希巴赫河的左支流，河道全長0.1公里，流經魏森堡-貢岑豪森縣。